# Siniša Zrnić
Siniša Zrnić (15 juni 1970) is een voormalig Bosnisch voetbalscheidsrechter. Hij was in dienst van FIFA en UEFA sinds 2001. In 2011 werd hij voor het leven geschorst.
Zrnić was in februari 2011 in het Turkse Antalya grensrechter bij een interland tussen Estland en Bulgarije. Het duel eindigde in 2–2 en alle vier doelpunten kwamen voort uit strafschoppen. Na een onderzoek van de FIFA werden Zrnić, scheidsrechter Kenan Bajramović en zijn collega-lijnrechter Rizah Ridalović voor het leven geschorst vanwege omkoping.

## Interlands
| Datum            | Plaats              | Wedstrijd           | Uitslag | Competitie           | Kreeg geel | Kreeg voor de tweede keer geel en dus rood | Weggestuurd |
| ---------------- | ------------------- | ------------------- | ------- | -------------------- | ---------- | ------------------------------------------ | ----------- |
| 9 februari 2003  | Šibenik, Kroatië    | Kroatië – Macedonië | 2 – 2   | Vriendschappelijk    | 2          | 0                                          | 0           |
| 6 september 2006 | Nijmegen, Nederland | Israël – Andorra    | 4 – 1   | EK 2008 kwalificatie | 7          | 0                                          | 1           |